# Jens Holmboe (botaniker)
Jens Holmboe, född den 5 maj 1880 i Tvedestrand, död den 25 september 1943 i Oslo, var en norsk botanist, son till Michael Holmboe. Auktorsnamnet Holmboe kan användas för Jens Holmboe (botaniker) i samband med ett vetenskapligt namn inom botaniken; se Wikipediaartiklar som länkar till auktorsnamnet.
Holmboe var 1899-1900 assistent vid Kristiania universitets botaniska trädgård, blev 1902 konservator vid botaniska museet där, 1906 konservator vid Bergens museum och 1914 professor i botanik där samt tillika museets direktör 1907-17. Han gjorde en botanisk resa till Cypern 1905, blev 1910 ledamot av Videnskapsselskapet i Kristiania och var 1913 medlem av den svensk-norska renbeteskommissionen. Han var sedan 1906 redaktör för tidskriften "Naturen".
Av hans många arbeten är de viktigaste: Nogle ugræsplanters indvandring i Norge (1900), Om en postglacial sænkning af Norges sydvestlige kyst (1901), Planterester i norske torvmyrer (1903, belönad med kronprinsens guldmedalj), Studier over norske planters historie (3 band, 1905-06), Vaarens udvikling i Tromsø amt (1912), Kristtornen i Norge (1913), Studies on the vegetation of Cyprus (1914), Bergfletten i Norge (1918) och Nytteplanter og ugræs i Osebergfundet (1921).